# عبدالحمید السراج
عبدالحمید السراج (به عربی: عبد الحمید السراج) (زاده سپتامبر ۱۹۲۵ – درگذشته ۲۲ سپتامبر ۲۰۱۳) وی در تاریخ ۲۰ سپتامبر ۱۹۶۰ تا ۱۶ اوت ۱۹۶۱ تصدی نخست‌وزیری سوریه را برعهده داشت.
او در زمان جمهوری کوتاه‌مدت موسوم به جمهوری متحده عربی از یاران نزدیک جمال عبدالناصر بود و منصب وزیر کشور او و بعداً معاونت ریاست‌جمهوری را برعهده داشت. السراج پیش از تشکیل اتحاد، ریاست بخش اطلاعات ارتش را برعهده داشت و به عنوان فردی بی‌رحم معروف بود.
السراج در جنگ اعراب و اسرائیل سال ۱۹۴۸ شرکت داشت و رهبری رسته‌ای از شش خودروی زره‌پوش را برای محاصره صفاد به دست گرفته‌بود.